# لينارت اولسون
لينارت اولسون (بالألمانية: Lennart Olsson)‏ (و. 1961 – م) هو عالم حيواني، وعالم تشريح، وعالم زواحف، وعالم أسماك، وأستاذ جامعي، من السويد.

## التعليم
تعلم في جامعة أوبسالا.

## مناصب وهيئات
أدار جامعة يينا، وجامعة أوبسالا.